# Диапир

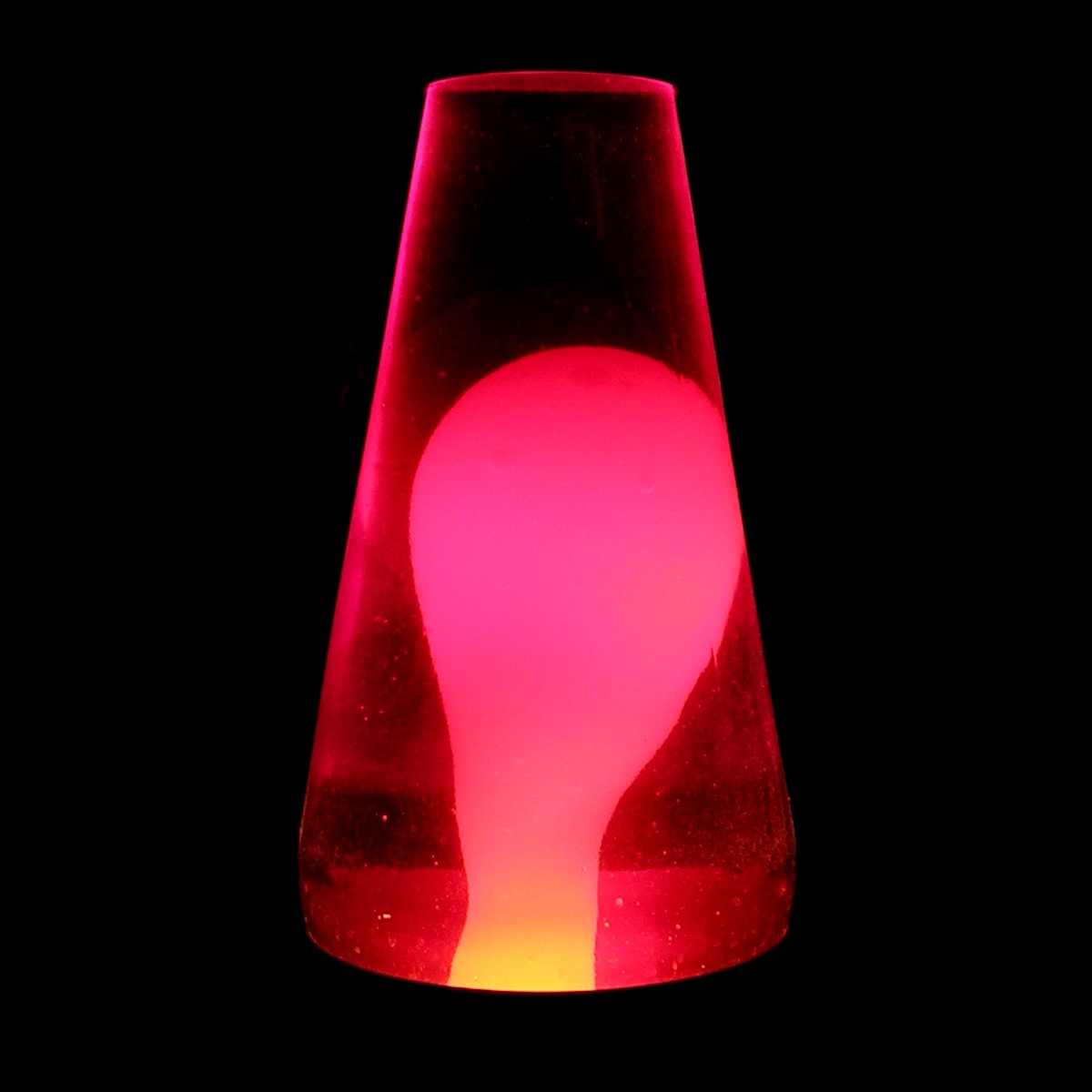
Механизм поднятия
(лавовая лампа как пример)

Диапир (или гляциодиапир; от греч. diapeiro — протыкаю, пронзаю) — активная соляная тектоника, куполо- или валообразные антиклинальные складки (пласт) с интенсивно смятым ядром, которое может срезать крылья складки. Диапировые складки и купола обыкновенно возникают за счёт выдавливания из нижних горизонтов высокопластичных пород — солей, глин. При неравномерном распределении давления пластический материал нагнетается из одних участков в другие, образуя характерные «раздувы» — ядра нагнетания. В других случаях этот материал полностью прорывает толщу вышележащих пород и формирует ядра протыкания, которые, вместе со вмещающими их и созданными ими антиклиналями создают обширное семейство разнообразных диапировых складок.
Проявление диапиризма хорошо изучено в областях развития залежей соли и соленосных пород в связи с так называемой «соляной тектоникой», с которой в ряде районов связывают месторождения нефти и газа.

## Соляная тектоника

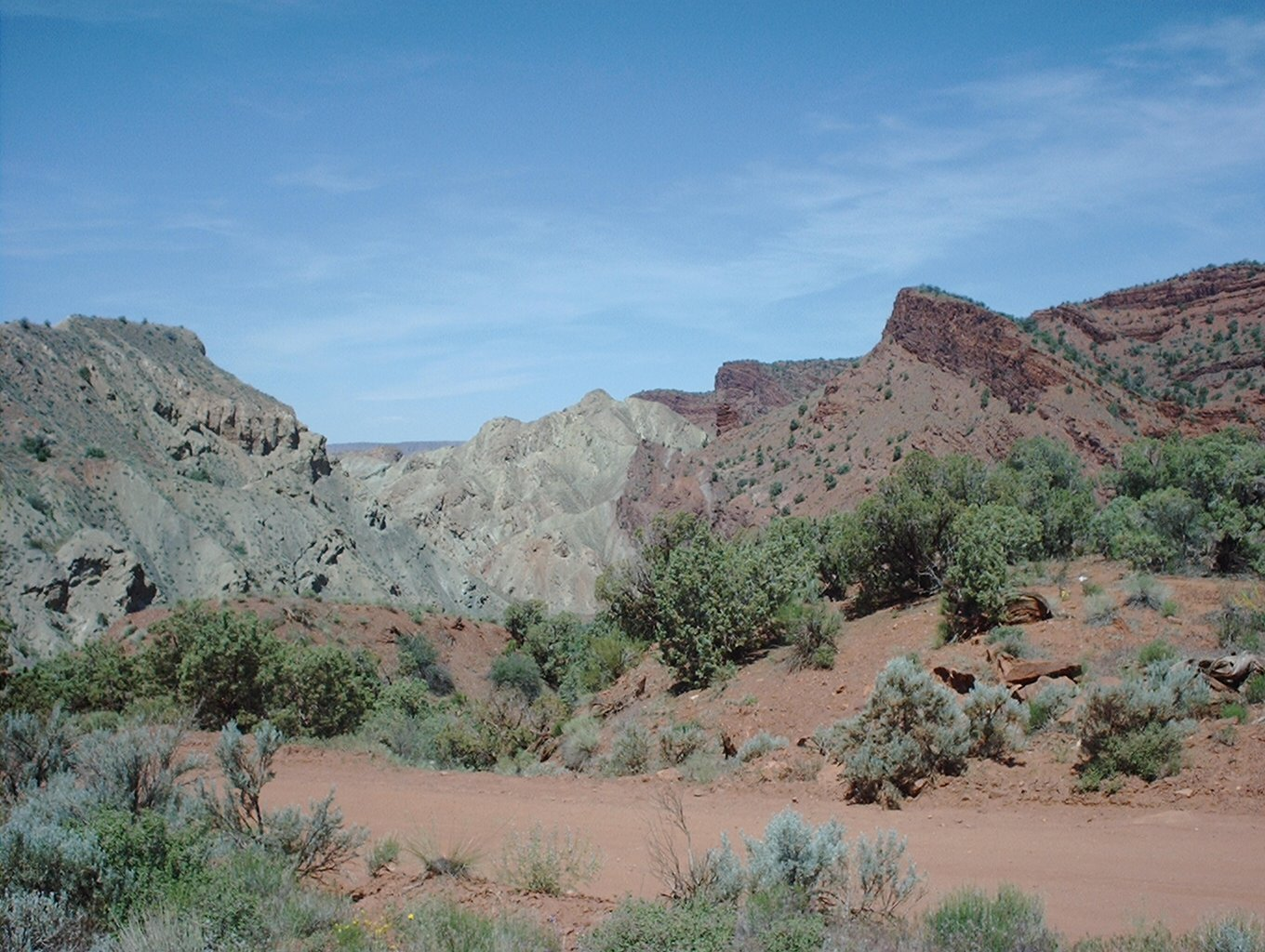
Соляной диапир (светло-серого цвета) в эродированном ядре антиклинальной складки, Юта, США, 24 июля 2007 года.

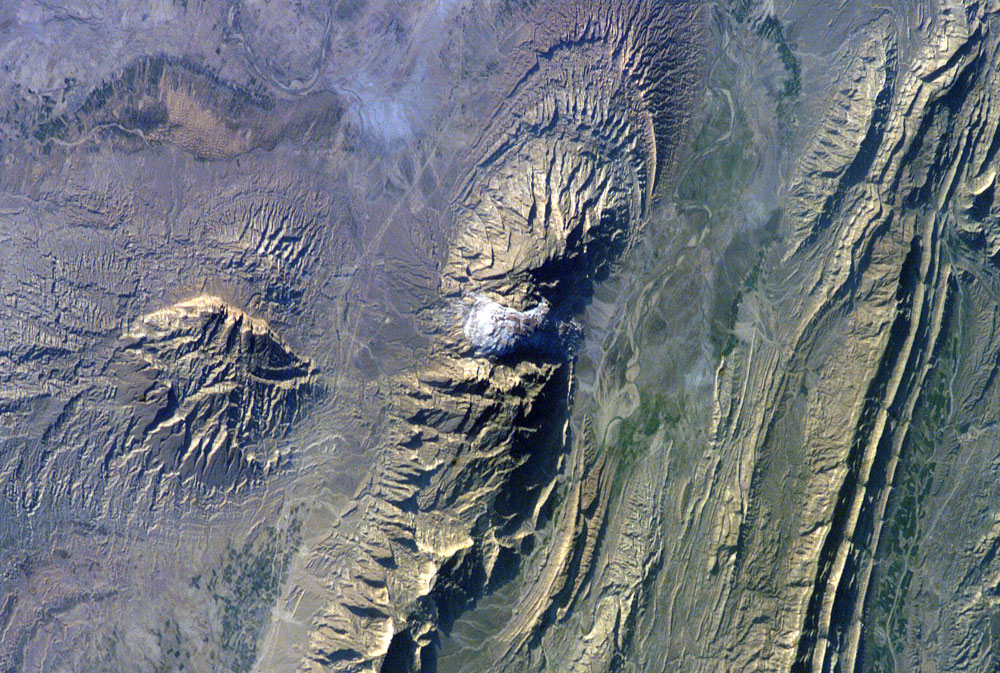
Классический пример соляной тектоники — соляные купола (белые в центре) и поля (слева вверху) в горах Загрос на границе Ирака и Ирана. 28 февраля 2006 года

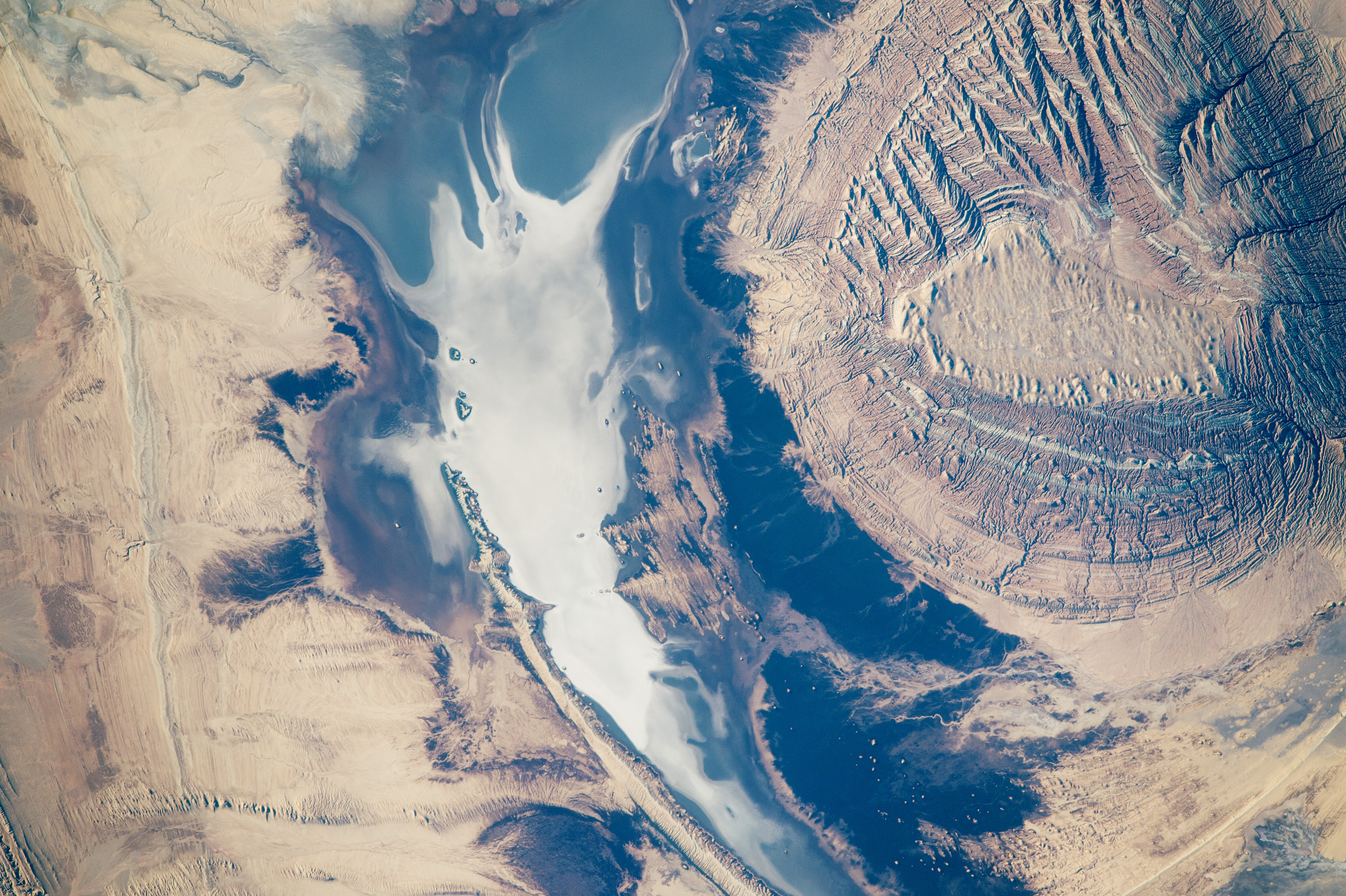
Соляной купол в пустыне Деште-Кевир, Иран. Фото NASA 13 декабря 2013 года.

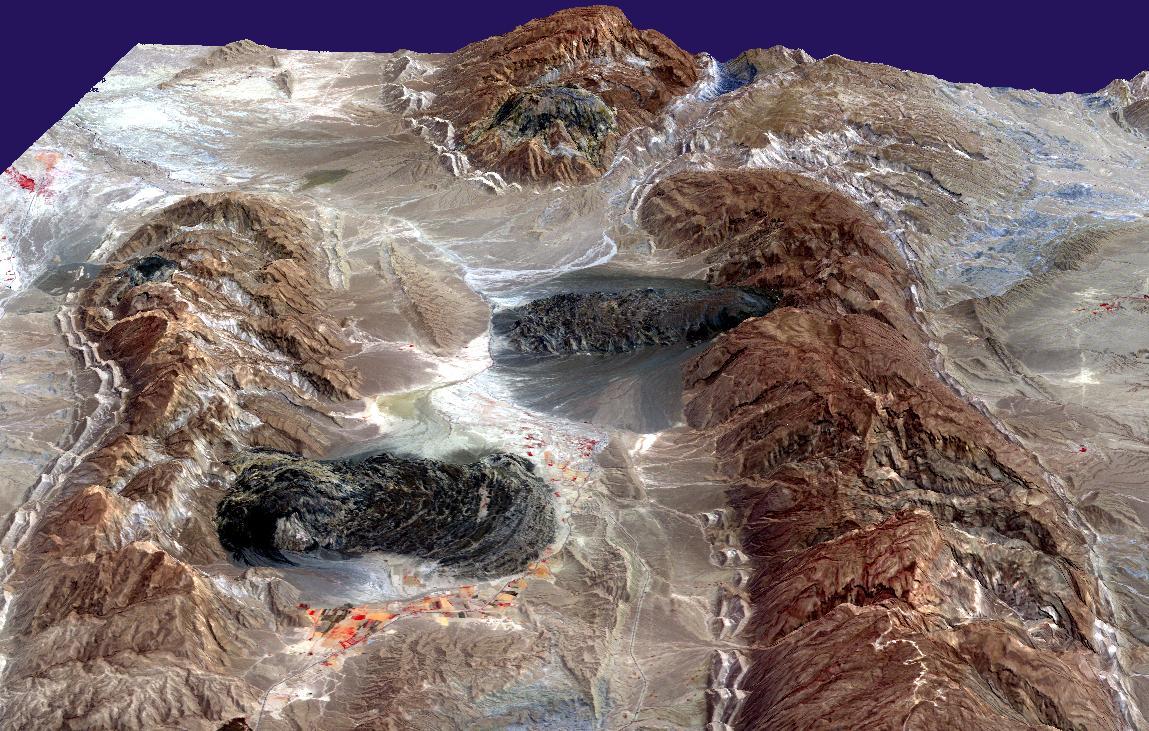
«Соляной глетчер» в загросском (Zagros Mountains) диапировом куполе. Частое явление течения вязкопластичных солей, обычно — галита, при солевой тектонике. 10 августа 2001 года.

Диапиры на границе субдуцирующей плиты

Распространённая специфическая форма проявления складчатых дислокаций осадочного слоя земной коры. Она обусловлена особыми реологическими свойствами соляных толщ (их относительно низкой плотностью, но высокой, особенно в условиях больших давлений, пластичностью).
Соляная тектоника проявляется в форме небольших вздутий (так называемых «соляных подушек» — «соляные купола») через соляные диапироиды (куполовидные поднятия с увеличенными в мощности соляными ядрами, но без протыкания надсолевых слоёв) до соляных диапиров (куполов с соляными ядрами, протыкающими надсолевые слои, и часто выходящими на дневную поверхность). Кроме этого, при дальнейшем развитии солевой тектоники могут появляться соляные валы и антиклинали, увенчанные соляными куполами. Эти положительные складки могут простираться на десятки и даже сотни километров. Своды соляных куполов часто разбиты сбросами растяжения и поэтому осложнены грабенами.
Основные области соляной тектоники — это континентальные, межконтинентальные и периконтинентальные рифты (авлакогены) и надрифтовые глубокие синеклизы, а также передовые и межгорные прогибы и внешние зоны складчатых сооружений. В частности, в Евразии соляная тектоника континентальных рифтов и палеорифтов известна в пределах Днепровско-Донецкого, Енисей-Хатангского и Вилюйского авлакогенов, а в других местах — в авлакогенах древних горных сооружений США, Канады, Австралии и др. К областям глубоких межконтинентальных рифтов относится рифт Красного моря, а к областям глубоких надрифтовых синеклиз — Прикаспийская низменность, Среднеевропейская низменность и синеклиза Мексиканского залива. Это — наиболее крупные области галокинеза в мире, имеющие сотни соляных куполов и валов.
К областям передовых прогибов относятся Предбайкальский, Предуральский, Предкарпатский прогибы, а также Предпиренейский в Испании, Месопотамский (Персидского залива, который охватывает также и внешнюю зону Загросса в Иране), внешние зоны Восточной Кордильеры в Колумбии и т. д.
Основные соленосные толщи мира имеют раннепалеозойский возраст. Почти все области соляной тектоники являются крупнейшими нефтегазоносными бассейнами.

### Основные черты строения и формы соляных диапиров
Соляные купола состоят в основном из трёх элементов:
- соляного массива (или штока), который слагает центральную часть (ядро) структуры;
- толщи вмещающих соляной массив более молодых осадочных горных пород;
- подсолевые горные породы, более древние, чем солевой шток.

Размеры и формы соляных диапиров, как сказано, разнообразны, от начальных вздутий до огромных «колонн», «пней», конусов, «грибов» и различных гребней, которые, по геофизическим данным, могут распространяться до глубины 10 км. На таких массивах соль обычно образует утолщения и пережимы, нависающие карнизы и апофизы, которые внедряются во вмещающие породы. Их размеры колеблются от долей квадратных километров до 50—60 км². Соляные штоки залегают на разных глубинах, однако имеются и открытые купола, в которых соляной массив срезан эрозией (см. рис.).
На поверхности соляных куполов нередко образуется так называемая каменная шляпа, или «кепрок» (от англ. cap — шапка, rock — камень, порода), сложенная гипсом и брекчией из обломков плохорастворимых пород.

## Диапир магматический
Магматические диапиры, располагающиеся неглубоко от земной поверхности, имеют форму перевёрнутой капли с кровлей куполовидной формы. Они очень похожи на соляные диапиры. Магматические диапиры дают крупные пластовые апофизы, а при выходе на земную поверхность переходят в бисмалиты.
Магматические диапиры образуются путём механического раздвигания вмещающих горных пород магмой. Магматические диапиры изучены на Северном Кавказе и в Крыму.

## Гляциодиапир
Механизм образования гляциодипиров связывается с давлением движущегося ледника по талому или водонасыщенному субстрату, морене, водноледниковым отложениям или отложениям приледниковых озёр. В результате давления льда на ложе происходит выдавливание субстрата в трещины в ослабленные участки нижних слоёв льда. Такие инъекции образуют также и так называемые гляциодайки. Гляциодиапиры и дайки относятся к гляциодислокациям.